# Денисова Ольга Денисівна
Ольга Денисівна Денисова (нар. 11 липня 1921, село Федорівка Чутівської волості Полтавської губернії, тепер у складі села Новофедорівка Чутівського району Полтавської області — 3 травня 2000, смт. Чутове Чутівського району Полтавської області) — українська радянська діячка, ланкова колгоспу імені Леніна Чутівського району Полтавської області. Герой Соціалістичної Праці (8.12.1973). Депутат Верховної Ради СРСР 6-го скликання.

## Життєпис
Народилася 11 липня 1921 року в селянській родині в селі Федорівка Полтавської губернії. Здобула неповну середню освіту в семирічній школі рідного села. У 1935—1937 роках працювала піонервожатою Федорівської семирічої школи.
У 1937 році переїхала разом із старшою сестрою в Донбас, працювала лебідчицею на шахті.
Під час німецької окупації була вивезена на примусові роботи до Німеччини. Після завершення німецько-радянської війни повернулася в Полтавську область.
З 1947 року — ланкова колгоспу імені Леніна смт. Чутове Чутівського району Полтавської області.
Член КПРС з 1959 року.
Збирала високі врожаї кукурудзи та цукрових буряків. У 1961 році ланка Ольги Денисової зібрала з кожного гектара по 95,7 центнерів кукурудзи. У 1973 році зібрала 420 центнерів цукрових буряків і в 1974 році — 465 центнерів цукрових буряків з кожного гектара.
Потім — на пенсії в смт. Чутове Чутівського району Полтавської області.

## Нагороди
- Герой Соціалістичної Праці (8.12.1973)
- орден Леніна (8.12.1973)
- орден Трудового Червоного Прапора (26.02.1958)
- два ордени «Знак Пошани» (1966,)
- медаль «За доблесну працю. В ознаменування 100-річчя з дня народження Володимира Ілліча Леніна» (1970)
- медалі